# Othmane (prénom)
Othmane est un prénom masculin arabe.

## Variantes
- arabe : عثمان transcrit Othmane (et qui a donné ottoman, عثماني), Othman, Osmane, Ousmane, Ottman, Othmene, Othmen, Otmane, Uthmân, Outman ou Otteman (les transcriptions s'écrivent avec différentes graphies, mais pour une même prononciation en arabe) ;
- turc : Osman, forme popularisée par Osman Ier, fondateur de la dynastie ottomane à laquelle il a donné son nom ;
- tadjik : Усмон (Usmon), dont le nom Usmanov est dérivé (voir par exemple le cinéaste Jamshed Usmonov) ;
- Afrique noire : Othmane (Ousmane était calife, Anssoumane[pas clair]).
- Afrique du Nord : Atmani, Atmane, Atman.

Transcriptions :
- allemand : Uthman et Ottman
- anglais : Uthman
- catalan : Othman
- russe : Осман (Osman)
- suédois : Uthman

Le prénom Othmane et ses variantes sont notamment portés par :

## Souverains
- Uthman ibn Affan (574-656), troisième calife de l'islam ;
- Uthman ben Abd al-Haqq (date inconnue-1240), sultan mérinide de 1217 à 1240 ;
- Uthman Abu Said (1275-1331), sultan mérinide de 1310 à 1331 ;
- Osman Ier (vers 1258-vers 1324 ou 1326), fondateur de la dynastie ottomane ;
- Osman II (1604-1622), sultan ottoman de 1618 à 1622 ;
- Osman III (1699-1757), sultan ottoman et 1754 à 1757.

## Autres personnalités

### Atmen
- Atmen Kelif (né en 1968), acteur français.

### Osman
- Osman Bey (1763-1814), souverain tunisien, Bey de Tunis ;
- Osman Bey (1836-1901), pseudonyme et nom de plume de Frederick van Millingen, essayiste anglais ;
- Osman Elkharraz (né en 1989), acteur français d’origine marocaine ;
- Osman Sabri (1905-1993), poète et écrivain kurde ;
- Osman Bukari (né en 1998), footballeur ghanéen.
- Osman Chávez (né en 1984), footballeur hondurien.
- Osman Akyol (né en 1969), footballeur turc.
- Osman Arpacıoğlu (1947-2021), footballeur turc
- Osman Aktas (né en 1976), boxeur franco-turc
- Osmân Ağa de Timișoara (1670-1715), diplomate ottoman
- Osman Hamdi Bey (1842-1910), anthropologue et artiste ottoman
- Osman Pacha (1837-1900), militaire ottoman
- Osman Pazvantoğlu (1758-1807), pacha ottoman
- Osman Kavala (né en 1957), homme d'affaires franco-turc

### Othman
- Othman Battikh (1941-2022), universitaire, religieux et homme politique tunisien ;
- Othman Jenayah (né en 1949), footballeur tunisien ;
- Othman Jerandi, diplomate et homme politique tunisien.
- Othman Boussaid (né en 2000), footballeur belgo-marocain.
- Othman Nasrou  (né en 1987), homme politique français.
- Othman le-Khamis (né en 1962), universitaire, chikh et prédicateur musulman sunnite koweïtien.

### Ousmane
- Ousmane Sembène (1923-2007), écrivain, réalisateur, acteur et scénariste sénégalais ;
- Ousmane Sow (1935-2016), sculpteur sénégalais.